# Пробіжна

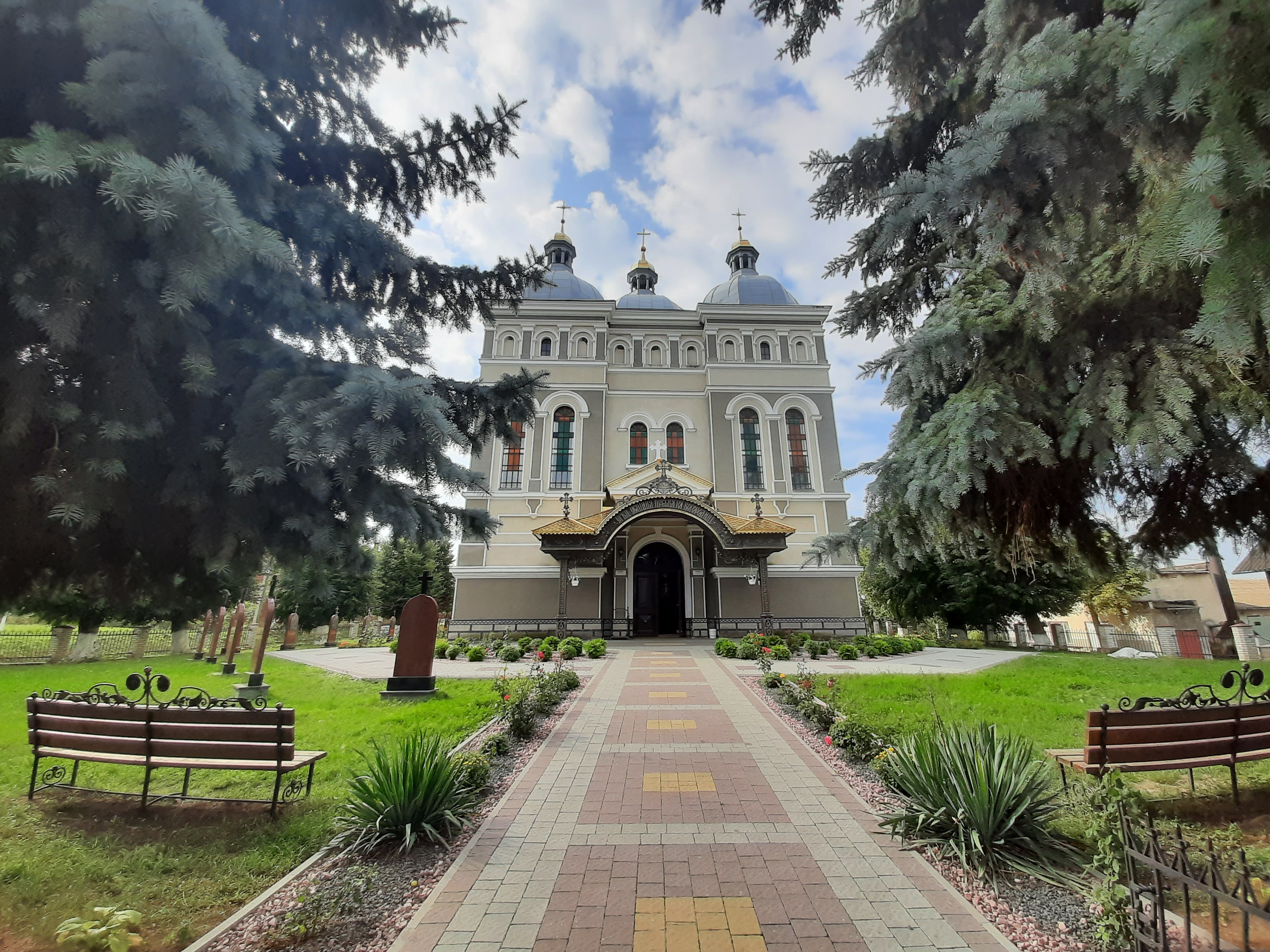
Церква Успіння Пресвятої Богородиці

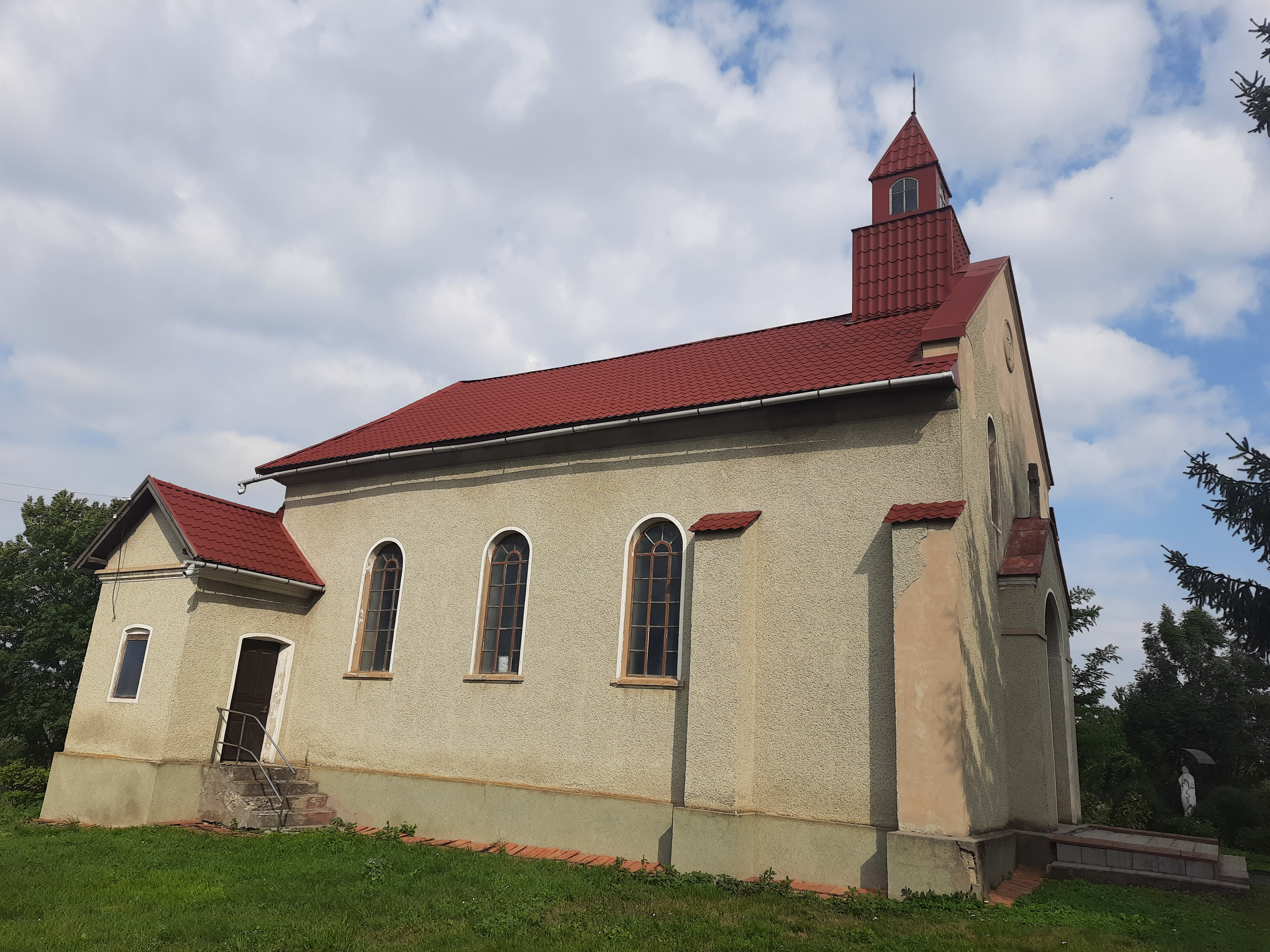
Костел Преображення Господнього

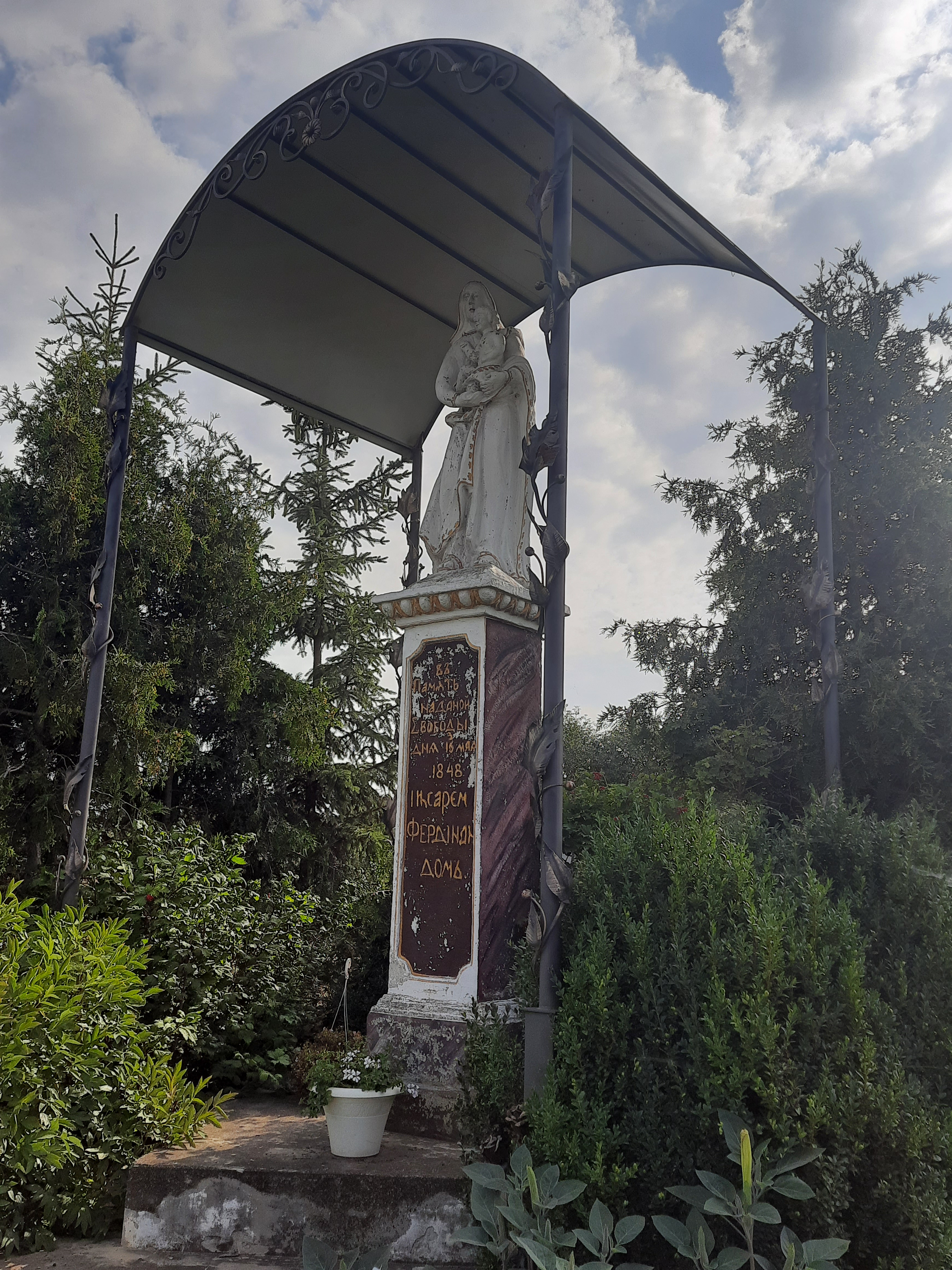
Пам'ятний знак на честь скасування панщини

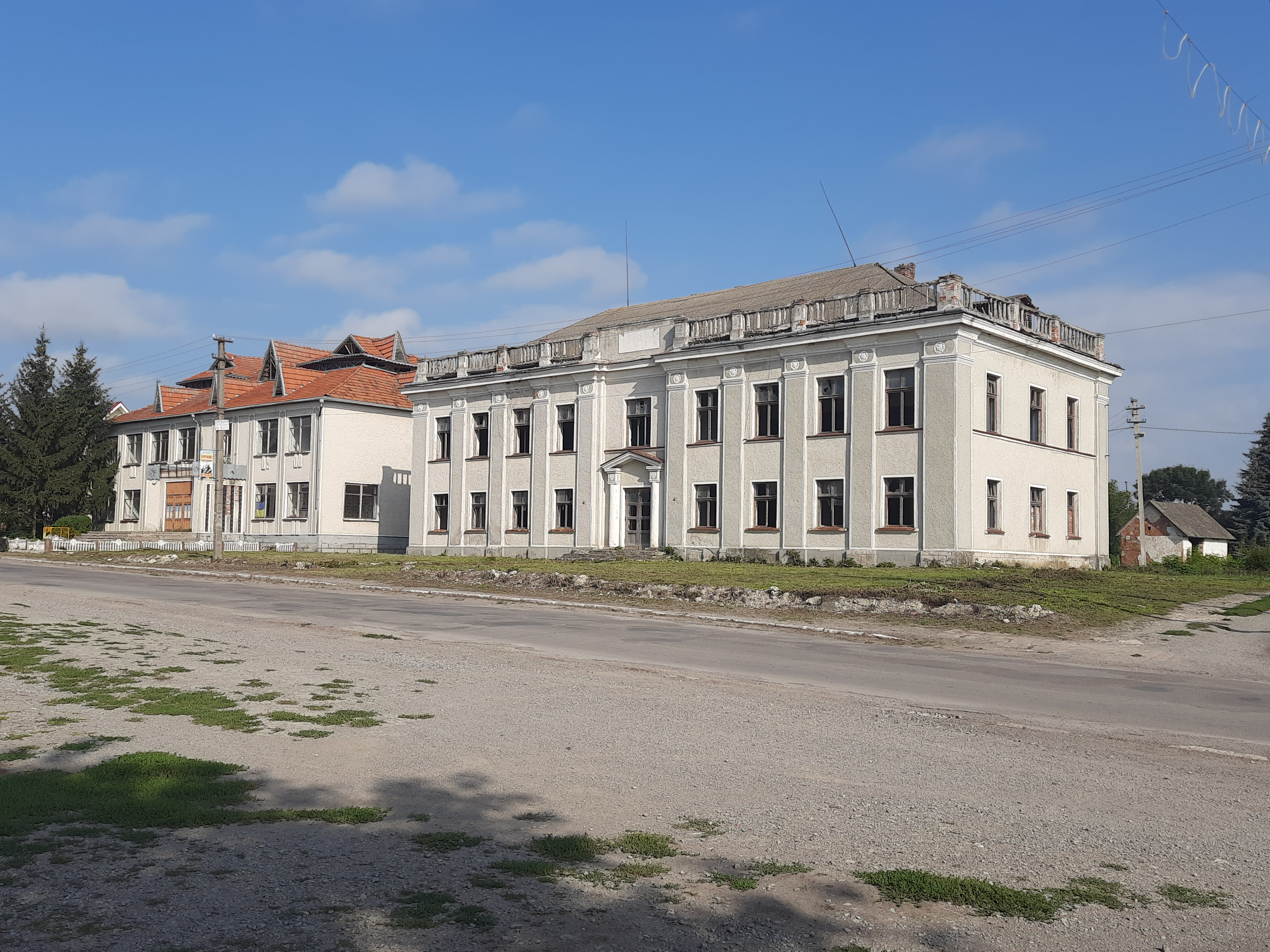
В центрі села

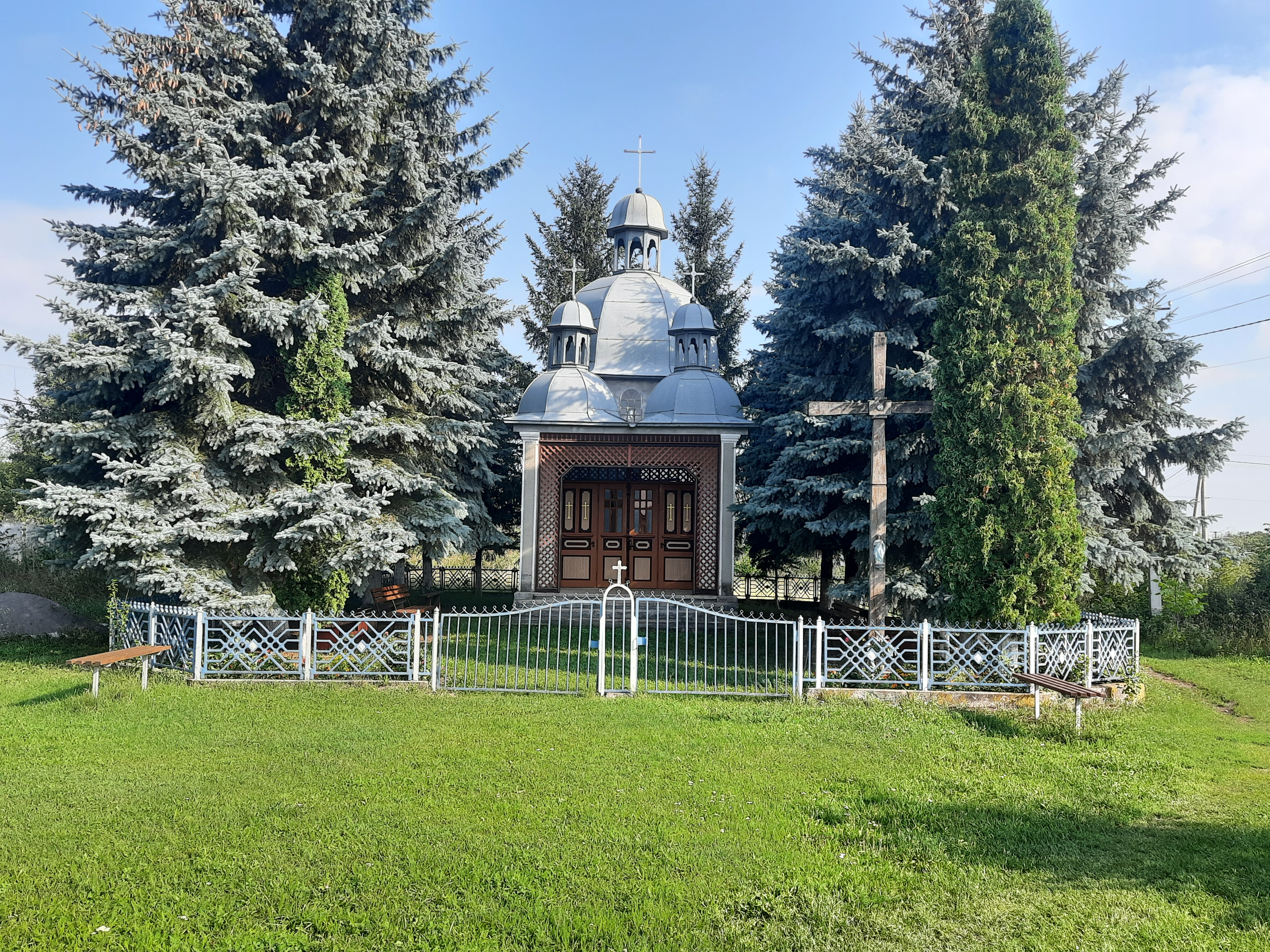
Капличка

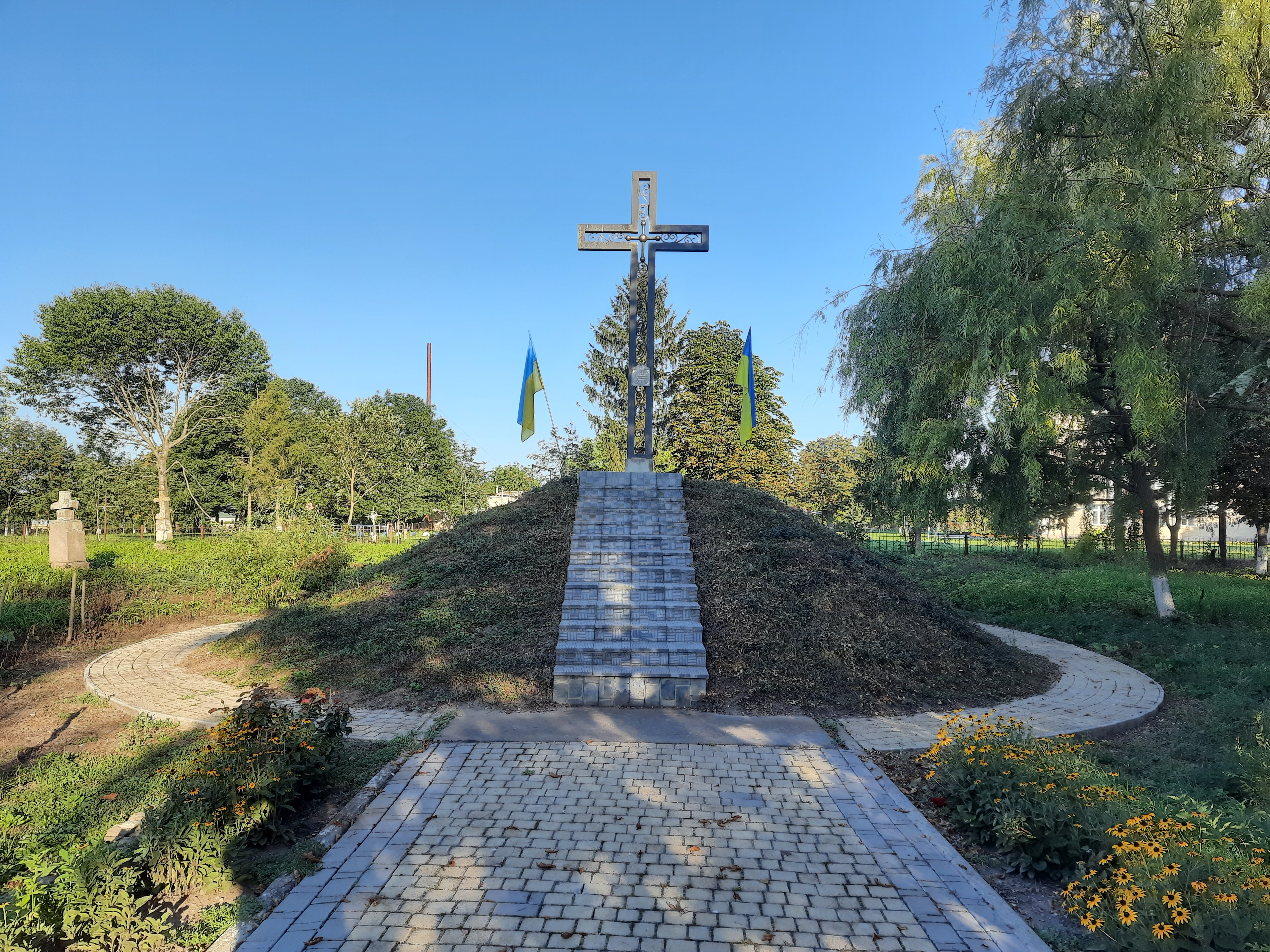
Братська могила Українських Січових Стрільців

Пробі́жна — село в Україні, у Колиндянській сільській громаді Чортківського району Тернопільської області. Адміністративний центр колишньої Пробіжнянської сільської ради. До Пробіжної приєднано село Гриньківці.

## Географія
Розташоване на берегах р. Нічлава (ліва притока Дністра), за 20 км від районного центру та 6 км від найближчої залізничної станції Гадинківці. Через село проліг автошлях Гусятин—Борщів.

## Топоніміка
За переказами, назва села походить від слів «перебіжна місцевість» (несприятлива для воєнних дій) або «прибіжище» (схованка), де під час татарських нападів люди рятувалися біля річки в мочарах, зарослих очеретом.

## Історія
Перша письмова згадка — 1564 р.

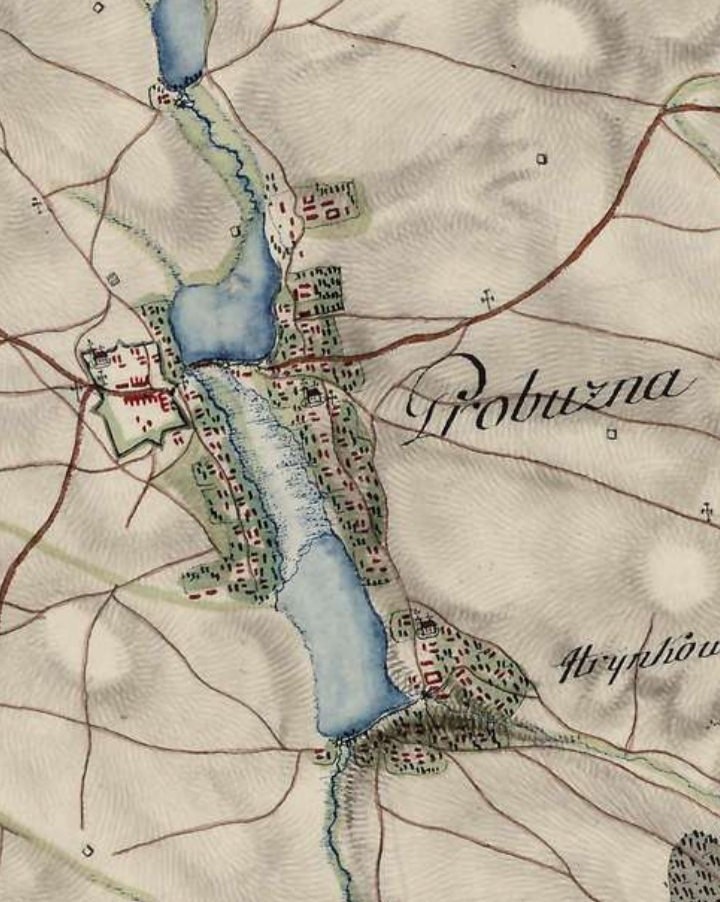
Пробіжна і замок на мапі Фрідріха фон Міґа

Згадане в податковому реєстрі за 1565 р. як містечко («Hrinkowcze alias Proboznistaw») Гриньківці, в інший час — Пробіжний Став у власності Цвікловської (Czwiklowska). Належало до Подільського воєводства.
В XVIII ст. власність графа[джерело?] А. Завадовського.
Значиться на 7-му листі Спеціальної карти України Г.-Л. де Боплана (1648 р) (1638—1645 рр.) як містечко.
У 1785 році Пробіжна отримала статус містечка в Копичинецькому повіті[джерело?].
1880 — в містечку проживали 2568 осіб. Населений пункт умовно поділявся на Стару і Нову Пробіжну.
У селі в 1900 р. — 3101 житель, 1910 — 3243, 1921 — 3249, 1931 — 3321; у 1921 р. — 466, 1931—526 дворів. За Австро-Угорщини у містечку діяла школа з українською мовою навчання, за Польщі — 7-класна утраквістична (двомовна).
Протягом 1939—1941 рр. у Чортківській тюрмі органи НКВС замучили і знищили жителів села Володимира Пасомківа, Зиновія та Лідію Тягнибоків, Юліана Семанюка;
20–21 липня 1941 — розстріляли в Умані на Черкащині Юліана Ангела, Ярему Андрусишина, Олексу Андрусіва, Йосифа Винника, Петра Дяковського, Антона і Йосифа Дулибів, Михайла Коваля, Миколу Польового, Петра Сазанського, Адольфа Свiдзiнського, Миколу Сніжка, Івана Фундитуса, Федора Чаплінського, Степана Шимківа.
Упродовж 1940—1959 рр. Пробіжна — районний центр.
Під час німецько-радянської війни загинули або пропали безвісти:
- Адам Ангел (нар. 1926),
- Володимир Ангел (нар. 1912),
- Йосип Ангел (нар. 1917),
- Михайло Ангел (нар. 1901),
- Петро Ангел (нар. 1910),
- Ярослав Ангел (нар. 1918),
- Теофіл Батюк (нар. 1912),
- Ярослав Батюк (нар. 1914),
- Євстахій Бережанський(нар. 1915),
- Степан Бережанський (нар. 1909),
- Ярослав Бережанський (нар. 1922),
- Йосип Ьуновський (нар. 1901),
- Йосип Буновський (нар. 1910),
- Іван Буцяк (нар. 1910),
- Іван Бучан (нар. 1910),
- Микола Варениця (нар. 1904),
- Йосип Вербіцький (нар. 1907),
- Адам Власюк (нар. 1926),
- Павло Гарболінський (нар. 1912),
- Йосип Герулічек (нар. 1924).

В УПА воювали: 
- Василь Гіль,
- Євстахій Гіль,
- Михайло Гіль,
- Андрій Головатий,
- Антон Гулько,
- Альбін Доліб,
- Антін Доліб
- Володимир Доліб,
- Євгенія Доліба,
- Якуб Коваль,
- Григорій Ковальчук,
- Тадей Козак,
- Володимир Криськів,
- Юлія Кушнір,
- Степан Кушнірик,
- Ганна Лучка,
- Омелян Лучки,
- Софія Мацейків,
- Юліан Наконечний,
- Теофілій Сазанський.

У ніч із 4 на 5 липня 2000 р. внаслідок буревію без покрівлі залишилися близько 740 будинків Пробіжної; була пошкоджена і споруда церкви
2009 — в селі проводила діяльність скандальна Українська правовірна греко-католицька церква, так звані догналіти. Зусиллями громади та міліції її звідти було вигнано.
12 червня 2020 року, відповідно до розпорядження Кабінету Міністрів України № 724-р «Про визначення адміністративних центрів та затвердження територій територіальних громад Тернопільської області» увійшло до складу Колиндянської сільської громади.
19 липня 2020 року, в результаті адміністративно-територіальної реформи та ліквідації Чортківського району (1940—2020), увійшло до складу новоутвореного Чортківського району.

## Символіка

### Герб
Один з гербів Пробіжної — срібна Пилява на блакитному фоні. Срібна Пилява була гербом, зокрема, так званої «гетьманської гілки» польських шляхтичів Потоцьких.

## Релігія
- церква Успення Пресвятої Богородиці (1907; кам'яна; УГКЦ);
- церква Різдва Пресвятої Богородиці (дерев'яна; втрачена);
- костел Преображення Господнього (1900—1907);
- синагога.

Каплиці
- Різдва Пресвятої Богородиці;
- святого Миколая

## Пам'ятники
У 1989 році було насипано могилу на місці захоронення 11 вояків Леґіону УСС.
Споруджено:
- пам'ятники на братській могилі загиблих воїнів Червоної армії (1954),
- Героєві Радянського Союзу В. Вітвінському (1967),
- полеглим у німецько-радянській війні воїнам односельцям (1975),
- погруддя Тараса Шевченка (1990; скульптор Іван Мулярчук);
- встановлено меморіальну дошку на будинку, де у 1944—1954 роках була більшовицька катівня.

Пам'ятний знак на честь скасування панщини
Щойновиявлена пам'ятка історії.
Виготовлений із каменю-вапняку.
Розміри: висота хреста — 1,7 м, постамент — 2х0,6х0,6 м, цоколь — 0,15х0,8х0,8 м, основа — 0,45х2,4х2 м.

## Населення
| 3101 | 3243 | 3249 | 3321 | 1768 | 1820 |

### Мова
Розподіл населення за рідною мовою за даними перепису 2001 року:
| Мова            | Кількість | Відсоток |
| --------------- | --------- | -------- |
| українська      | 1934      | 98.93%   |
| російська       | 16        | 0.82%    |
| вірменська      | 4         | 0.20%    |
| інші/не вказали | 1         | 0.05%    |
| Усього          | 1955      | 100%     |

## Соціальна сфера, господарство
Відомо, що 1902 році велика земельна власність належала Марії Дройовській.
У Пробіжній функціонували копальні жовтої та сірої глини, торфу.
На території Пробіжної було три фільварки.
Працювали філії товариств «Просвіта», «Луг», «Сільський господар» та інших; кооператива.
1947 — в селі примусово створено колгосп. Діяли філія Чортківського райоб'єднання «Сільгосптехніки», завод крохмалопродуктів, хлібозавод.
Нині діють школа, Будинок культури, бібліотека, є відзначений почесним званням «народний» аматорський хор, амбулаторія загальної практики та сімейної медицини, аптека, відділення зв'язку, музична школа, дитячий садочок, пошта, 11 торгових закладів.
Працюють ААГ «Пробіжнянське», ПАП «Пробіжна», ТзОВ "Агрофірма «Пробіжна», кооператив «Мрія», ПП «Верітас», ПП «Світлана», ПП «Аллороунд-Бау», МП «Фонд розвитку села», хлібозавод, КП «Вітол».

## Мовні особливості
У селі побутує говірка наддністрянського говору. До «Наддністрянського реґіонального словника» внесено такі слова та фразеологізми, вживані у Пробіжній:
- брунька (сорт великих червоних слив)
- матка (ріжок у колоску жита)
- підкиданка (перша оранка)
- сказ (пропущене або погано оброблене місце під час оранки; огріх)
- стілец (сніп жита, який на Святий вечір (6 січня) ставлять у кутку кімнати та зберігають упродовж Різдвяних свят)

Стрих(горище).

## Відомі люди
Народилися
- Стефан Топольницький (1902—1983) — громадський діяч у Канаді;
- Емілія Свистун (?—?) — українська громадська діячка у Канаді в середині 20 ст.;
- Ян Камінський (1870—1929) — польський військовий лікар, ґенерал дивізії в Австрії (1927 р.);
- Євген Мулярчук (нар. 1933) — педагог;
- Бистриківська Ольга (нар. 1938) — лікарка. В 1975 р. отримала звання «Відмінник охорони здоров'я». В 1991 р. — звання «Заслужений лікар». Авторка наукової монографії «Вегето-судинні дистонії у дітей шкільного віку» під керівництвом професора Юсько С. М. (Львівська Медакадемія ім. Д. Галицького).
- Євген Батюк (нар. 1939) — музикант, педагог;
- Оксана Кузів (до шлюбу Золотогірська; нар. 1946) — українська науковиця, докторка медичних наук, професорка, громадська діячка;
- Володимир Садлій (нар. 1951) — лікар-хірург;
- Анатолій Саска (нар. 1952) — господарник, громадський діяч;
- Ігор Равлів (нар. 1953) — педагог, кандидат філологічних наук (1997 р.), громадський діяч;
- Юрій Шаповал (нар. 1953) — доктор історичних наук, професор, редактор, публіцист, громадський діяч.
- Лідія Ковалець (нар. 1960) — літературознавиця, науковиця, освітянка. Докторка філологічних наук (2012 р.), доцентка кафедри української літератури (2001) Чернівецького національного університету ім. Юрія Федьковича. ;
- Сергій Байрак (нар.1964) — господарник, громадський діяч;
- Віта Семанюк (нар. 1978) — науковиця, кандидатка економічних наук (2004 р.), докторка економічних наук (2018 р.), академік Академії економічних наук України (2019 р.), сертифікована бухгалтерка CAPA, член ГО "Освітній старт", ГО "ФАБФ АПК України" , ГО "ФПБАУ". Засновниця і голова ГО "Тернопільський осередок наукового товариства ім. C. Подолинського", засновниця і голова ГО "Освітньо-науковий простір "ТРІАДА", начальниця науково-дослідної частини, професорка кафедри обліку і оподаткування ЗУНУ https://www.wunu.edu.ua/science/research-department/?do=cat&category=science/research-department/
- Еліас Кубрик (нар. 1877) — дідусь режисера Стенлі Кубрика;[10]

Перебували, працювали
- П. Головатий — заслужений працівник культури,
- Я. Гіль — лікар, громадський діяч (навчався)
- Віталій Байрак (1907—1946) — релігійний діяч, мав проповіді, репресований КДБ, арештований 17.09.1945 р., закатований в Дрогобицькій тюрмі, на Великдень 1946 року. Проголошений Блаженним священномучеником в 2005 році.
- Б. Базиликут (нар. 1938) — випускник Пробіжнянської середньої школи І-ІІІ ступеня 1955 р. Ведучий тенор Львівського Театру Опери та Балету.

У Пробіжній перебував (22 травня 1996 р.) державно-політичний діяч Леонід Кучма.